# Franklin 4AC
Die Franklin 4AC-Serie ist eine Reihe von Vierzylinder-Boxermotoren des US-amerikanischen Herstellers Franklin Engine Company, die zum Antrieb zahlreicher Leichtflugzeuge in den 1940er und 50er Jahren eingesetzt wurden.

## Geschichte
Im Jahr 1938 stellte das Unternehmen Aircooled Motors eine Reihe von leichten Vier- und Sechszylinder Flugmotoren vor. Aircooled Motors war der Nachfolger des 1935 insolvent gewordenen Automobilherstellers H. H. Franklin Manufacturing Company, der seine Produkte aber weiterhin unter dem alten Namen vermarktete. 
Der erste entwickelte Flugmotor war der Franklin 4AC-150, wobei 4AC für Vierzylinder-luftgekühlt (aircooled) und 150 für den Hubraum von 150 in3 stand. Die Leistung war 50 PS. In der Folge konzentrierte sich Franklin auf Motoren im Leistungsbereich von 65 bis 175 PS, wobei die Zylinder meistens eine Bohrung von 4,25 Zoll und einen Hub von 3,5 Zoll aufwiesen. Der Anteil der untereinander austauschbaren Teile sollte möglichst groß sein, um die Kosten für Ersatzteile niedrig zu halten. Aus diesem Grund wurde auch auf die Verwendung von Untersetzungsgetrieben zwischen Motor und Propeller verzichtet. 

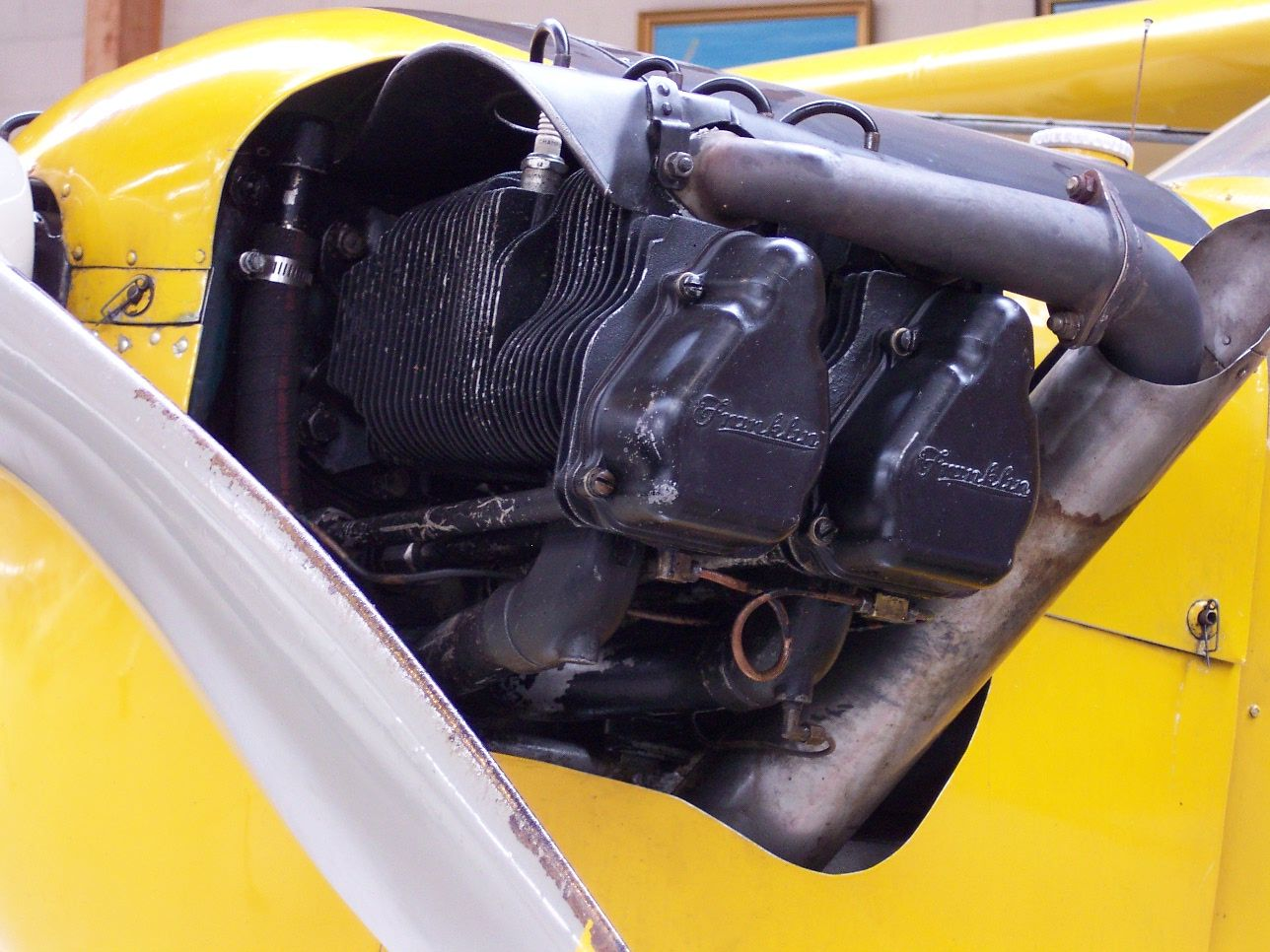
Franklin 4AC-150 in einer Piper J-3 Cub

## Militärische Bezeichnungen
nach enginehistory.org:
- O-150: 4AC-150
- O-170: 4AC-171
- O-175: 4AC-176
- O-200: 4AC-199

## Technische Daten
| Kenngröße       | 4AC-176 (O-175) | 4AC-199 (O-200)                                               |
| --------------- | --- | ------------------------------------------------------------- |
| Hub             | 87,5 mm | 87,5 mm                                                       |
| Bohrung         | 100 mm | 106,2 mm                                                      |
| Hubraum         | 2,8 l (176 in3) | 3,0 l (199 in3)                                               |
| Verdichtung     | 6,3:1 (Model B, C, D) 7:1 Model F                                                                                           | 6,3:1 (Model D) 7:1 Model E                                   |
| Dauerleistung   | 65 PS bei 2300 min−1 (Model B) 75 PS bei 2500 min−1 (Model C) 80 PS bei 2650 min−1 (Model D) 80 PS bei 2500 min−1 (Model F) | 85 PS bei 2500 min−1 (Model D) 90 PS bei 2500 min−1 (Model E) |
| Masse (trocken) | von 79,4 kg (Model B1 und C1) bis 98 kg (Model B3, C3 und D3)                                                               | von 86,3 kg (Model D2 und E2) bis 101,7 kg (Model D3 und E3)  |
| Oktanzahl       | 73 (Model B, C und D) 80 (Model F)                                                                                          | 73 (Model D) 80 (Model E)                                     |